# Mobile (bài hát của Avril Lavigne)
"Mobile" là bài hát thứ năm từ album Let Go của nữ ca sĩ người Canada Avril Lavigne. Bài hát này chỉ được phát hành ở Úc và New Zealand dưới dạng đĩa đơn quảng cáo.
Ca khúc cũng được chọn làm nhạc phim của bộ phim "The Medallion" năm 2003.

## Video âm nhạc
Video được quay trên đường phố Los Angeles vào năm 2003 nhưng đã bị huỷ bỏ và không được phát hành vào thời điểm đó. Sau 9 năm, vào tháng 1 năm 2011, Video này bị rò rỉ trên Youtube, cho thấy rằng Video bị huỷ bỏ khi đang dang dở quay.

## Danh sách bài hát
Tải kĩ thuật số
1. "Mobile" – 3:32

Đĩa đơn CD
1. "Mobile" – 3:32
2. "Complicated" – 4:05
3. "Let Go" – 3:32
4. "You Never Satisfy Me" – 3:12